# Wulfila fragilis
Wulfila fragilis là một loài nhện trong họ Anyphaenidae. Chúng được miêu tả năm 1937 bởi Chickering. Loài này phân bố ở Panama.